# Maria Kresencja Bojanc
Maria Kresencja Bojanc (ur. 14 maja 1885 w Zbure, zm. 15 grudnia 1941 w Goraždach) – słoweńska Błogosławiona Kościoła katolickiego, zakonnica ze Zgromadzenia Córek Bożej Miłości, jedna z Drińskich męczennic.

## Życiorys
Była drugim z sześciorga dzieci. Wstąpiła do Zgromadzenia Córek Bożej Miłości i w dniu 28 sierpnia 1923 roku złożyła śluby zakonne. Pracowała w polu, prała ubrania. W czasie II wojny światowej została zamordowana razem z siostrami z tego samego zgromadzenia: Julią Ivanišević, Antonią Fabjan i Bernadetą Banja. Została beatyfikowana przez papieża Benedykta XVI w dniu 24 września 2011 roku w grupie Drińskich męczennic.